# 통영 명정
통영 명정(統營 明井)은 대한민국 경상남도 통영시 명정동에 있는, 통영 충렬사(사적 제 236호) 아래의 2기의 우물이다. 2010년 2월 18일 경상남도의 기념물 제273호로 지정되었다.

## 개요
「명정(明井)」은 통영시 명정동에 위치한 통영 충렬사(사적 제 236호) 아래의 2기의 우물을 일컫는다. 위쪽 샘을 일정(日井), 아래쪽 샘을 월정(月井)이라 불렀다고하며 이를 합쳐 「명정(明井)」이라 일컫는다. 일정의 물은 이(李) 충무공의 향사에 이용하고 월정의 물은 일반 민가에서 사용했다고 하며, 1670년 제 51대 김 경(金鏡) 통제사 때 이 우물을 팠다고 전하여지고 있다. 처음에는 우물을 하나만 팠더니 물이 탁하고 수량이 적어 하나 더 팠더니 비로소 물이 맑고 수량(水量)도 많아졌다고 한다.
그러나, 그 이전의 기록에 명정리(明井里), 명정동(明井洞) 등 이 우물과 관련한 기록이 나타나고 있어 최초 우물의 설치는 더 이전으로 추정되며 대대로 이 샘에서 솟아나는 물로서 충렬사의 제향에 사용하고 있는 신성한 우물로 취급받고 있다.
문학적 공간으로서 명정을 살펴보면, 한국문학사의 한 획을 그은 박경리 선생의「김약국의 딸들」에서도 명정에 대한 묘사가 되어있고, 백석 시인의 「통영」이란 시에서 이 우물에 대한 애틋한 사연을 발견할 수 있다. 또 백석의 시를 모티브로 한 김춘수 시인의 「명정리(明井里)」라는 시 등에서도 명정에 대한 묘사되어 있다.

## 참고 문헌
- 통영 명정 - 국가유산청 국가유산포털